# آبتین
آبتین یا آتبین (اوستایی: 𐬀𐬚𐬡𐬌𐬌𐬀) نام پدر فریدون، پادشاه پیشدادی است. او دومین کسی است که گیاه مقدس هوم را می‌فشرد و به پاس آن فرزند شایسته‌ای چون فریدون به او عطا می‌شود. آبتین توسط سربازان ضحاک گرفتار و کشته و مغز سرش خوراک ماران ضحاک شد. نام همسر آبتین، فَرانَک بود.

## نام
نام او در اوستا به صورت (āθwya/آثویه) و در سانسکریت به صورت (آپتیه) آمده‌است. در برخی از کتب اوستایی، پهلوی، عربی و فارسی نیز به شکل اثوی، اسپیان یا اثفیان آمده‌است که هم نام او و هم لقب خاندانش است. برخی نیز نام او را «پرگاو» نوشته‌اند.
در لغتنامهٔ دهخدا این نام به معنای روح کامل و انسان نیکوکار آمده‌است. همچنین آبتین به معنای کسی است که به تعالیم زرتشت عمل می‌کند و خوش‌کردار، خوش‌گفتار و خوش‌پندار است. صاحب برهان قاطع، معنی آن را نفس کامل و نیکوکار و صاحب گفتار و کردار نیک و اسعدالسُّعَداء آورده‌است.
آبتین نام یکی از فرماندهان و پهلوانان ایرانی نیز بوده‌است.

## نسب آبتین در منابع
در کتاب مجمل التواریخ و القصص، نام پدر آبتین، همایون ذکر شده‌است. نَسَبِ همایون به تهمورث می‌رسد.
در آثار الباقیه عن القرون الخالیه، اثر ابوریحان بیرونی، در خصوص نسب فریدون (و به تبَعِ آن آبتین) چنین آمده: «افریدون بن اثفیان بن گاو بن اثفیان نیکاو بن اثفیان بن شهرکاو بن اثفیان».

آزمودن سلکت، به دست فرستادگان آبتین، برای سپردن فریدون به او. برگی از تنها نسخه شناخته‌شده از کوش‌نامه، در کتابخانه بریتانیا.

داستان آبتین، به عنوان یکی از شخصیت‌های شاهنامه آورده شده‌است:
| فرانک بدو گفت ای نامجوی    |  | بگویم تو را هرچه گفتی بگوی  |
| تو بشناس کز مرز ایران‌زمین  |  | یکی مرد بُد نام او آبتین     |
| ز تخم کیان بود و بیدار بود |  | خردمند و گُرد و بی‌آزار بود   |
| ز طهمورثِ گُرد بودش نژاد     |  | پدر بر پدر بر، همی داشت یاد |

به داستان آبتین در کوش نامه ایرانشان به طور مفصل تری پرداخته شده است:
پس از کشته شدن جمشید به دست ضحاک، فرزندان جمشید به چین پناه می برند. بر حسب یک اتفاق آبتین (نوه جمشید) برادرزاده نوزاد ضحاک (کوش پیل دندان) را در جنگل میابد و او را به مانند پسر خود بزرگ می کند. اما کوش پیل دندان پس از شناختن پدر واقعی خود به آبتین خیانت کرده و یکی از پسران آبتین را به قتل می رساند. پس از این اتفاق ناگوار آبتین به شیلا می رود و با فَرانَک دختر شاه شیلا آشنا شده و با او ازدواج می کند که حاصل این ازدواج فریدون است. در کودکی فریدون، آبتین پس از الهامی که در خواب به او می شود به ایران بازمی گردد و فریدون را به سلکت (فرمانده قلعه دماوند) می سپارد. در نهایت نیز آبتین در ایران به دست ضحاک به قتل می رسد.